# Ain’t Gonna See Us Fall
Ain’t Gonna See Us Fall – trzydziesty piąty album studyjny Sizzli, jamajskiego wykonawcy muzyki reggae i dancehall.
Płyta została wydana 4 kwietnia 2006 roku przez nowojorską wytwórnię VP Records. Znalazła się na niej kompilacja najnowszych singli wokalisty. Produkcją całości zajęli się Chris Chin oraz Neil "Diamond" Edwards.
22 kwietnia 2006 roku album osiągnął 8. miejsce w cotygodniowym zestawieniu najlepszych albumów reggae magazynu Billboard (ogółem był notowany na liście przez 4 tygodnie).

## Lista utworów
1. "Ain’t Gonna See Us Fall"
2. "People Need Love"
3. "Judgement Tek Dem"
4. "Sad Mistake"
5. "Tich & Beautiful"
6. "Run Out Pon Dem"
7. "Kill Yuh"
8. "I'm With the Girls"
9. "Hot Like Fire"
10. "Going On"
11. "Goodness"
12. "Somewhere"
13. "Knowing Each Other"
14. "Stop Fighting"
15. "Thanks & Praise"
16. "Give Thanks & Praise" feat. Thriller U